# Яловий Микола Миколайович
Мико́ла Микола́йович Яло́вий (нар. 23 грудня 1970, Ленінград, РРФСР, СРСР) — полковник оперативно-рятувальної служби цивільного захисту, учасник бойових дій як демінер, учасник АТО, кавалер ордена Данила Галицького.

## Життєпис
Народився 23 грудня 1970 року в місті Ленінград. З відзнакою та золотою медаллю закінчив Військовий інженерний інститут при Подільській державній аграрно-технічній академії за спеціальністю «Організація бойового та оперативного забезпечення військ (сил) цивільної оборони» з кваліфікацією спеціаліста, офіцера військового управління оперативно-тактичного рівня.
З серпня 1993 року по червень 1994 обіймав посаду командиру взводу санітарної обробки роти хімічного захисту батальйону посилення та механізації робіт 155-ї окремої мобільної механізованої бригади цивільної оборони України.
З червня 1994 року — командир пожежної роти батальйону посилення та механізації робіт 155-ї окремої мобільної механізованої бригади цивільної оборони МНС України. В липні 1997 року переведений на посаду командира роти охорони бригади.
В травні 1999 року переведений до 439-го окремого мобільного механізованого полку цивільної оборони МНС України, де обіймав посаду командира батальйону забезпечення. В червні наступного року переведений до 16-го окремого аварійно-рятувального загону оперативного реагування МНС України на ту ж посаду.
Протягом серпня 2001 — червня 2003 року — слухач оперативно-тактичного рівня підготовки Військово-інженерного інституту при Подільській державній аграрно-технічній академії.
У червні 2003 — січні 2004 року — заступник начальника управління — начальник відділу координації дій та організації робіт у надзвичайних ситуаціях Управління з питань планування та дій у надзвичайних ситуаціях Головного управління з питань надзвичайних ситуацій та у справах захисту населення від наслідків Чорнобильської катастрофи Львівської обласної державної адміністрації.
У січні 2004 року призначений начальником відділу координації дій управління планування та моніторингу Головного управління МНС України у Львівській області. Протягом червня—листопада 2008 року — начальник відділу організації реагування на надзвичайні ситуації та координації дій управління рятувальних сил Головного управління МНС України у Львівській області.
У листопаді 2007 року призначений першим заступником начальника Головного управління МНС України в Чернівецькій області, а в листопаді 2016 року переведений на посаду начальника 1-го начальника 1-го державного пожежно-рятувального загону з охорони об'єктів Головного управління ДСНС України в Одеській області (АТ «Одеський припортовий завод»).
З серпня 2018 року обіймав посаду заступника начальника Головного управління ДСНС України в Одеській області, а з липня 2023 — позаштатного радника Львівського міського голови з питань цивільного захисту та начальника управління з питань надзвичайних ситуацій, цивільного захисту населення та територіальної оборони Львівської міської ради.

## Нагороди
- Відзнака МНС України «За відвагу в надзвичайній ситуації» II ступеню (1999).
- Почесна відзнака МНС України (2010).
- Орден Данила Галицького (2012[2]).
- Відзнака Президента України «За участь в антитерористичній операції» (2016).